# Jean Béthisac
Jean Béthisac, conseiller et favori de Jean Ier de Berry, frère de Charles V.

## Présentation
Il opprimait cruellement les habitants du Languedoc, dont le duc était gouverneur. Charles VI le fit arrêter et juger : impliqué en même temps dans une accusation d'hérésie, il fut condamné à être brûlé vif sur un bûcher en 1389.